# Francis William Reitz
Pour les articles homonymes, voir Reitz.
Francis William Reitz (1844-1934) est un avocat et un homme politique boer d'Afrique du Sud, président de l'État libre d'Orange de 1889 à 1895, secrétaire d'État du Transvaal de 1898 à 1902 puis président du Sénat de l'union d'Afrique du Sud de 1910 à 1921.

## Biographie
Francis William Reitz est né  à Swellendam, colonie du Cap, le 5 octobre 1844. 
Éduqué dans un milieu de langue afrikaans, il fait ses études au Cap puis à Londres. En 1868, il est admis au barreau du Cap mais l'année suivante, il se lance dans l'aventure des prospecteurs de diamants dans le Griqualand, sans succès. Il reprend son métier d'avocat et est élu en 1872 au parlement du Cap pour la circonscription de George.
En 1874, il est nommé par le Président de l'État libre d'Orange à la présidence de la Cour d'appel de la république boer à Bloemfontein. C'est durant les treize années qu'il passe à la cour d'appel qu'il devient un militant de l'éveil au nationalisme afrikaner et un défenseur du statut de la langue afrikaans. 
Après la mort du président Brand, il est élu président de l'État libre d'Orange le 4 janvier 1889. Il infléchit la politique de neutralité de Brand et se rapproche du Transvaal de Paul Kruger avec qui il nous une première  alliance économique dès mars 1889 à Potchefstroom. Dès lors, les liens entre les deux républiques boers ne feront que se renforcer économiquement et politiquement. Reitz parvint cependant à maintenir ses bonnes relations avec les colonies britanniques du Cap et du Natal. Mais en 1895, il doit démissionner de son poste de président pour raison de santé et part suivre un traitement en Europe. 

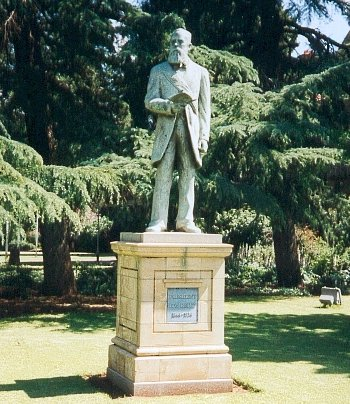
Statue de Francis Reitz à Bloemfontein, œuvre du sculpteur Laura Rautenbach (1986).

En juillet 1897, rétabli, il reprend son métier d'avocat mais à Pretoria, la capitale du Transvaal. Au bout de six mois, il est nommé juge à la cour criminelle du Transvaal et en 1898 est nommé secrétaire d'État en remplacement de W. J. Leyds. C'est lui qui doit communiquer au représentant britannique au Transvaal le 10 octobre 1899 l'ultimatum qui allait engager la seconde guerre des Boers.
Durant la guerre, il accompagne Paul Kruger lors de l'évacuation de Pretoria. Après le départ de Kruger pour l'Europe, il appuie le président par intérim, le général Schalk Burger, sur le front des opérations. C'est en tant que secrétaire d'État du Transvaal qu'il signe le 31 mai 1902 le traité de Vereeniging mais il refuse ensuite de prêter allégeance à la couronne britannique. 
Exilé, il s'installe d'abord aux Pays-Bas avant de gagner les États-Unis et de vivre pendant quelque temps au Texas. Il revient vivre ensuite aux Pays-Bas à cause de ses problèmes de santé. Ce n'est qu'en 1904 qu'il peut rejoindre de nouveau son pays, l'Afrique du Sud, où sa santé se rétablit définitivement. En 1910, il devient sénateur et préside le Sénat d'Afrique du Sud jusqu'en 1921; date à laquelle il prend sa retraite définitive à Gordon's Bay.
Francis William Reitz est décédé le 27 mars 1934 au Cap.

## Famille
De sa première femme, Blanca Thesen, il a huit enfants. Après la mort de celle-ci, il se remarie en 1889 avec Cornelia Maria Theresa Mulder, avec laquelle il a sept enfants. La petite ville de Cornelia dans l'État libre d'Orange est baptisée en hommage à la seconde épouse de Francis Reitz. 
Son fils, Deneys Reitz, participe aux commandos durant la seconde guerre des Boers avant de devenir un homme politique puis le vice-premier ministre de 1939 à 1943.